# Claude Klenkenberg
Claude Klenkenberg (Eupen, 30 december 1959) is een Belgische politicus voor de PS. Hij was van 2003 tot 2012 burgemeester van Welkenraedt.

## Biografie
Klenkenberg werkte van 1980 tot 2003 als treinconducteur bij de NMBS.
Hij werd politiek actief bij de PS. Hij nam in 1988 in Welkenraedt deel aan de gemeenteraadsverkiezingen en werd er schepen vanaf 1989. Toen in 2003 André Grosjean stopte als burgemeester, volgde Klenkenberg hem op. In 2006 werd hij herkozen.
Van 1990 tot 2000 zetelde hij als provincieraadslid. In 2006 keerde hij terug in de provincieraad.